# Macclesfield Town Football Club
Maillots
Le Macclesfield Town Football Club, (ou simplement Macclesfield Town) est un club de football anglais fondé en 1874. Le club, basé à Macclesfield, dans le Cheshire, est défunt en 2020.

## Repères historiques

### Fondation et débuts (1874-1968)
Fondé en 1874 sous le nom de Macclesfield Football Club, le club joue ses matchs à domicile dans son stade de Moss Rose depuis 1891. Pour la saison 1919-1920, il rejoint la Cheshire League. Le club adopte le nom de Macclesfield Town en 1946. En 1968, les Silkmen se retrouvent au troisième tour de la FA Cup pour la première fois mais ils sont éliminés par Fulham.

### Northern Premier League et montée en Football Conference (1968-1993)
Pour la saison 1968-1969, Macc rejoint la Northern Premier League. En 1970, il gagne le FA Trophy avec une victoire 2-0 face à Telford United à Wembley. En 1986-1987, le club termine à la première place en NPL, confirmant leur promotion en Football Conference. En 1989, il est battu par Telford United en finale du FA Trophy.

### L'ère de Sammy McIlroy (1993-2000)
Sammy McIlroy est nommé en tant qu'entraîneur en 1993 et mène le club à la première place en Football Conference en 1995. En 1996, les Silkmen gagnent encore le FA Trophy à Wembley. En 1997, Macc termine champion et est promu en Football League Third Division. Il termine deuxième lors de sa première saison en Football League et monte en Second Division pour la saison 1998-1999, ou il termine 24e et est relégué après seulement un an. McIlroy quitte le club en 2000.

### Entre League Two et National League (2000-2020)
Macc passe 13 saisons consécutives en Third Division (renommé League Two en 2004) avant sa relégation en 2012. Lors de la FA Cup 2012-2013 il réalise sa meilleure performance, quand après avoir éliminé Cardiff City au troisième tour, il est finalement éliminé au tour suivant par Wigan Athletic. En 2017, les Silkmen sont battus par York City en finale du FA Trophy. La saison suivante, sous la gestion de John Askey, Macc est promu en League Two pour la deuxième fois. À cause des difficultés financières bien documentées sous la gestion du propriétaire Amar Alkadhi, il ne passe que deux saisons à ce niveau avant sa relégation.
En septembre 2020, le club disparait dû à son insolvabilité financière, au moins partiellement due à la pandémie de Covid-19. Un nouveau club, le Macclesfield FC, est fondé le mois suivant par le nouveau propriétaire Robert Smethurst.
| \| Macclesfield \| Localisation du Macclesfield Town FC |
| Macclesfield                                            |

## Stade
Moss Rose dispose de cinq tribunes : McAlpine Stand, Main Stand, London Road et Star Lane pour les locales et John Askey Terrace pour les visiteurs. Le stade a actuellement une capacité de 5 911 places, dont 2 599 places assises. Le record d'affluence du stade a été atteint le 4 février 1948, lorsque 9 003 personnes ont vu le match entre les Silkmen et Winsford United.

## Couleurs et logos
Inspiré par les armoiries de Macclesfield, l'insigne du club se compose d'un lion qui tient une gerbe de blé. Les couleurs traditionnelles du club à domicile sont blue et blanc depuis 1946.

## Palmarès et records

### Palmarès
| Championnats nationaux et régionaux | Coupes nationales et régionales |
| - League Two (D4) : - Vice-Champion : 1998 - National League (D5) : - Champion : 1995, 1997, 2018 - Northern Premier League : - Champion : 1969, 1970, 1987 - Cheshire County League : - Champion : 1932, 1933, 1953, 1961, 1964, 1968 - Manchester League : - Champion : 1909, 1911 | - FA Trophy : - Vainqueur : 1970, 1996 - Finaliste : 1989, 2017 - Cheshire Senior Cup : - Vainqueur : 1890, 1891, 1894, 1896, 1911, 1930, 1935, 1951, 1952, 1954, 1960, 1964, 1969, 1971, 1973, 1983, 1991, 1992, 1998, 2000, 2015 - Staffordshire Senior Cup : - Vainqueur : 1994, 1997 - Conference League Cup - Vainqueur : 1994 - Northern Premier League Cup - Vainqueur : 1987 - Northern Premier League President's Cup - Vainqueur : 1987 |

### Records
- Plus large victoire : 15-0 contre Chester St Mary's, 2e de la Cheshire Senior Cup 1885-86.
- Plus lourde défaite : 1-13 contre l'équipe réserve de Tranmere Rovers, Cheshire League 1928-29.
- Meilleur classement en championnat : 24e de la Football League Second Division (D3) 1998-99.
- Record affluence : 9 008 spectateurs contre Winsford United en 1948.
- Joueur le plus capé :  John Askey, avec 679 matches disputés.
- Meilleur buteur :  Steve Burr, avec 182 buts marqués.
- Meilleur buteur en une saison : Albert Valentine avec 83 buts marqués en 1933-34.

## Historique des entraîneurs
Le tableau suivant présente la liste des entraîneurs du club depuis 1936.
| Rang | Nom              | Période   |
| ---- | ---------------- | --------- |
| 1    | James Stevenson  | 1936–1937 |
| 2    | Jos Stevenson    | 1946      |
| 3    | William Edwards  | 1947–1949 |
| 4    | Bert Swindells   | 1949–1951 |
| 5    | Jack Smith       | 1951–1955 |
| 6    | Bert Swindells   | 1955–1958 |
| 7    | Peter Robinson   | 1958–1959 |
| 8    | Frank Bowyer     | 1960–1963 |
| 9    | Albert Leake     | 1963–1967 |
| 10   | Keith Goalen     | 1967-1968 |
| 11   | Frank Beaumont   | 1968–1972 |
| 12   | Billy Haydock    | 1972–1974 |
| 13   | Eddie Brown      | 1974      |
| 14   | John Collins     | 1974      |
| 15   | Willie Stevenson | 1974      |
| 16   | John Collins     | 1975–1976 |
| 17   | Tony Coleman     | 1976      |
| 18   | John Barnes      | 1976      |
| 19   | Brian Taylor     | 1976      |
| 20   | Dave Connor      | 1976–1978 |

| Rang | Nom             | Période   |
| ---- | --------------- | --------- |
| 21   | Derek Partridge | 1978      |
| 22   | Phil Staley     | 1978–1980 |
| 23   | Jimmy Williams  | 1980–1981 |
| 24   | Brian Booth     | 1981–1985 |
| 25   | Neil Griffiths  | 1985-1986 |
| 26   | Roy Campbell    | 1986      |
| 27   | Peter Wragg     | 1986–1993 |
| 28   | Sammy McIlroy   | 1993–2000 |
| 29   | Peter Davenport | 2000      |
| 30   | Gil Prescott    | 2001      |
| 31   | Kevin Keen      | 2001      |
| 32   | David Moss      | 2001–2003 |
| 33   | John Askey      | 2003-2004 |
| 34   | Brian Horton    | 2004–2006 |
| 35   | Ian Brightwell  | 2006      |
| 36   | Paul Ince       | 2006–2007 |
| 37   | Ian Brightwell  | 2007-2008 |
| 38   | Keith Alexander | 2008–2010 |
| 39   | Gary Simpson    | 2010–2012 |
| 40   | Brian Horton    | 2012      |

| Rang | Nom                         | Période   |
| ---- | --------------------------- | --------- |
| 41   | Glyn Chamberlain            | 2012      |
| 42   | Steve King                  | 2012-2013 |
| 43   | John Askey                  | 2013–2018 |
| 44   | Mark Yates                  | 2018      |
| 45   | Neil Howarth Danny Whitaker | 2018      |
| 46   | Sol Campbell                | 2018-2019 |
| 47   | Daryl McMahon               | 2019-2020 |
| 48   | Mark Kennedy                | 2020      |